# 갑상샘저하증
갑상샘저하증(甲狀-低下症, 영어: hypothyroidism, underactive thyroid or low thyroid, hypothyreosis)은 다양한 원인에 의해 갑상샘의 기능 부전이 나타나는 상태를 말한다. 갑상선 기능 저하증이라고도 한다.
갑상선 기능 저하증은 갑상샘이 충분한 갑상샘 호르몬을 생성하지 못하는 내분비계 장애이다. 추위를 견디는 능력 저하, 피로감, 변비, 느린 심박수, 우울증, 체중 증가 등 여러 가지 증상을 유발할 수 있다. 갑상선종으로 인해 목 앞부분이 붓는 경우도 있다. 임신 중 갑상선 기능 저하증을 치료하지 않으면 아기의 성장 및 지적 발달이 지연되거나 선천성 요오드 결핍 증후군이 발생할 수 있다.
전 세계적으로 식단에 요오드가 너무 적은 것이 갑상선 기능 저하증의 가장 흔한 원인이다. 하시모토 갑상선염은 요오드 섭취가 충분한 국가에서 갑상선 기능 저하증의 가장 흔한 원인이다. 덜 일반적인 원인으로는 이전에 방사성 요오드 치료를 받았거나 시상하부 또는 뇌하수체 전엽 손상, 특정 약물, 출생 시 갑상선 기능이 부족하거나 이전에 갑상선 수술을 받은 경우 등이 있다. 의심되는 경우 갑상샘자극호르몬(TSH)과 티록신 수치를 측정하는 혈액 검사를 통해 갑상선 기능 저하증 진단을 확인할 수 있다.
소금 요오드화(Salt iodization)는 많은 인구 집단에서 갑상선 기능 저하증을 예방했다. 레보티록신으로 갑상선 호르몬을 대체하면 갑상선 기능 저하증을 치료할 수 있다. 의료 전문가는 증상과 티록신 및 TSH 수치의 정상화에 따라 복용량을 조정한다. 갑상선 약은 임신 중에도 안전하다. 적절한 양의 요오드를 섭취하는 것이 중요하지만 너무 많이 섭취하면 특정 형태의 갑상선 기능 저하증이 악화될 수 있다.
전 세계적으로 약 10억 명의 사람들이 요오드 결핍인 것으로 추산된다. 그러나 이것이 갑상선 기능 저하증을 얼마나 자주 초래하는지는 알려져 있지 않다. 미국에서는 갑상선 기능 저하증이 0.3~0.4%의 사람들에게서 발생한다. 정상 티록신 수치와 상승된 TSH 수치를 특징으로 하는 경미한 형태의 갑상선 기능 저하증인 무증상 갑상선 기능 저하증은 미국 인구의 4.3~8.5%에서 발생하는 것으로 생각된다. 갑상선 기능 저하증은 남성보다 여성에게 더 흔하다. 60세 이상의 사람들이 더 흔히 영향을 받는다. 개와 고양이, 말과 마찬가지로 갑상선 기능 저하증이 발생하는 것으로 알려져 있다. 갑상선 기능 저하증의 영단어 hypothyroidism은 그리스어 hypo- '감소', thyreos '방패' 및 eidos '형태'에서 유래되었다.

## 역사
1811년 베르나르 쿠르투아(Bernard Courtois)는 요오드가 해초에 존재한다는 것을 발견했으며, 1820년 장 프랑수아 코인데(Jean-Francois Coindet)는 요오드 섭취가 갑상선종 크기와 연관되어 있음을 발견했다. 가스파르 아돌프 샤탱(Gaspard Adolphe Chatin)은 1852년에 풍토성 갑상선종은 요오드 섭취 부족의 결과라고 제안했고, 오이겐 바우만(Eugen Baumann)은 1896년에 갑상선 조직에 요오드가 있음을 입증했다.
점액수종의 첫 번째 사례는 19세기 중반(1870년대)에 인식되었지만, 갑상선과의 연관성은 갑상선 제거(갑상선 절제술) 후 사람들에게서 점액수종이 관찰된 1880년대까지 발견되지 않았다. 19세기 후반에 갑상선을 제거한 사람과 동물이 동물의 갑상선 조직을 이식하면 증상이 호전되면서 이러한 연관성이 더욱 확인되었다. 점액수종의 중증도와 그에 따른 사망 및 합병증 위험으로 인해 갑상선 기능 저하증에 대한 효과적인 치료법을 찾는 데 관심이 생겼다. 갑상선 조직 이식은 어느 정도 효능을 보였지만 갑상선 기능 저하증의 재발은 상대적으로 흔했으며 때로는 갑상선 조직을 여러 번 반복적으로 이식해야 했다.
1891년 영국의 의사 조지 레드메인 머레이(George Redmayne Murray)가 양 갑상선 추출물을 피하 주사로 도입한 후 곧 경구용 제제를 출시했다. 정제된 티록신은 1914년에 소개되었고 1930년대에 합성 티록신이 이용 가능해졌지만 건조된 동물 갑상선 추출물은 여전히 널리 사용되었다. 리오티로닌은 1952년에 확인되었다.
갑상선 기능 저하증에 대한 적정 요법의 초기 시도는 어려웠다. 갑상선 기능 저하증이 기초 대사율을 저하시키는 것으로 밝혀진 후, 이는 20세기 초(1915년경) 치료 조정을 안내하는 지표로 사용되었다. 그러나 낮은 기초대사량은 비특이적이며 영양실조에서도 나타나는 것으로 알려져 있다. 갑상선 상태를 평가하는 데 도움이 되는 최초의 실험실 검사는 1950년대 경에 사용된 혈청 단백질 결합 요오드였다.
1971년에 환자의 갑상선 상태를 평가하는 가장 구체적인 지표인 갑상선 자극 호르몬(TSH) 방사면역분석법이 개발되었다. 기초대사량 기준, 갑상선 기능 저하증 증상 최소화 기준, 혈청 단백질 결합 요오드 기준 기준으로 치료를 받은 많은 사람들에게서 갑상선 호르몬이 과다한 것으로 나타났다. 이듬해인 1972년에는 T3 방사면역측정법이 개발되었고, 1974년에는 T4 방사면역측정법이 개발되었다.

## 같이 보기
- 마그네슘 - 인슐린 민감성(IS) VS 인슐린 저항성(IR)
- 갑상선기능항진증(en:Hyperthyroidism, 갑상샘과다증)
- 대사 증후군(메터볼릭 신드롬)
- 만성피로증후군(CFS)
- 복부비만
- 인슐린 저항성(IR)
- 생활습관병(성인병)
- 윌슨 체온증후군(영어판)
- 저나트륨혈증(소금 결핍)